# Berne (gmina)
Berne – miejscowość i gmina w Niemczech, w kraju związkowym Dolna Saksonia, w powiecie Wesermarsch.

## Osoby urodzone w Berne
- Dieter Bohlen